# بيتر كيلي (كاتب)
بيتر كيلي (بالإنجليزية: Peter Keeley)‏ هو كاتب سيناريو بريطاني، ولد في 1983.

## وصلات خارجية
- بيتر كيلي على موقع IMDb (الإنجليزية)